# Plougrescant
Plougrescant (tiếng Breton: Plougouskant) là một xã của tỉnh Côtes-d’Armor, thuộc vùng Bretagne, tây bắc Pháp.

## Dân số
Người dân ở Plougrescant được gọi là Plougrescantais.